# Heteromysis heronensis
Heteromysis heronensis är en kräftdjursart som beskrevs av Mihai Bacescu 1979. Heteromysis heronensis ingår i släktet Heteromysis och familjen Mysidae. Inga underarter finns listade i Catalogue of Life.